# 西尾健太郎
西尾 健太郎（にしお けんたろう、1970年8月3日 -）は、日本のVFXプロデューサー、VFXスーパーバイザー。京都府出身。

## 経歴
1993年にIMAGICA入社。
VFXプロデューサー、VFXスーパーバイザーとして映画・テレビドラマに参加。

## 主な作品

### 映画
- 交渉人 真下正義（2005年） - VFXプロダクションマネージャー
- ありがとう（2006年） - VFXプロダクションマネージャー
- どろろ（2007年） - VFXプロダクションマネージャー
- ハッピーフライト（2008年） - VFXプロデューサー
- ディア・ドクター（2009年） - VFXプロデューサー
- ヴィヨンの妻 〜桜桃とタンポポ〜（2009年） - VFXプロデューサー
- クヒオ大佐（2009年） - VFXプロデューサー
- SP THE MOTION PICTURE
  - 野望篇（2010年） - VFXプロデューサー
  - 革命篇（2011年） - VFXプロデューサー
- 必死剣 鳥刺し（2010年） - VFXプロデューサー
- おにいちゃんのハナビ（2010年） - VFXプロデューサー
- 白夜行（2011年） - VFXプロデューサー
- 一枚のハガキ（2011年） - VFXプロデューサー
- 源氏物語 千年の謎（2011年） - VFXプロデューサー
- おかえり、はやぶさ（2012年） - VFXプロデューサー
- テルマエ・ロマエ（2012年） - VFXプロデューサー
  - テルマエ・ロマエII （2014年） - VFXスーパーバイザー
- LIAR GAME -再生-（2013年） - VFXプロデューサー
- 夢売るふたり（2012年） - VFXスーパーバイザー
- 舟を編む（2013年） - VFXプロデューサー
- 許されざる者（2013年） - VFXスーパーバイザー
- 真夏の方程式（2013年） -VFXプロデューサー
- R100 （2013年） - VFXスーパーバイザー
- 超高速!参勤交代（2014年） - VFXスーパーバイザー
  - 超高速!参勤交代 リターンズ（2016年） - VFXスーパーバイザー
- バンクーバーの朝日 （2014年） - VFXスーパーバイザー
- エイプリルフールズ （2015年） - VFXスーパーバイザー
- 幕が上がる（2015年） - VFXスーパーバイザー
- 信長協奏曲（2016年） - VFXスーパーバイザー
- 団地（2016年） - VFXスーバーバイザー
- 本能寺ホテル（2017年） - VFXスーパーバイザー
- 嵐電（2018年） - VFX
- のさりの島（2019年） - VFX
- CHAIN/チェイン（2020年） - VFX

### テレビドラマ
- 独身貴族（2013年） - VFX
- トレース〜科捜研の男〜（2019年） - VFX
- 今際の国のアリス Season2（2022年） - VFXプロデューサー